# Скалаваги
В контексте истории США скалаваг (англ. scalawag; дословный перевод на русский — проходимец, мошенник) — уничижительное название белых южан, родившихся или выросших в регионе, поддержавших федеральный план реконструкции юга после гражданской войны и присоединившихся к вольноотпущенникам и «саквояжникам» в поддержке политики республиканской партии. Термин был популяризирован южными газетами, поддерживавшими демократическую партию и выступавшими против сторонников радикальной реконструкции. Этимология слова неясна, но оно было известно в Соединённых штатах как минимум с 1840-х годов, сначала обозначая бесполезное сельскохозяйственное животное, а затем и «бесполезных» людей.
Скалаваги происходили из разных слоёв южного общества: среди них были как юнионисты, так и сепаратисты, включая бывших рабовладельцев, ветеранов Конфедерации и вигов. Некоторые фермеры поддерживали реконструкцию из-за недовольства по поводу контроля класса плантаторов над южным обществам, другие надеялись наполнить жизнь юга более прогрессивными ценностями или поддерживали республиканцев из оппортунистских соображений. Около 20% белых южан в эпоху реконструкции были скалавагами, что было весомой силой на выборах или конституционных съездах штатов. Таким образом, скалаваги играли решающую роль в процессе реконструкции южных штатов. Многие южные демократы считали их расовыми предателями и презирали сильнее, чем саквояжников.